# Trichinochaeta orbitalis
Trichinochaeta orbitalis är en tvåvingeart som beskrevs av Townsend 1917. Trichinochaeta orbitalis ingår i släktet Trichinochaeta och familjen parasitflugor. Inga underarter finns listade i Catalogue of Life.